# Budoia
Budoia är en ort och kommun i regionen Friuli-Venezia Giulia i Italien och tillhörde tidigare även provinsen Pordenone som upphörde 2017. Kommunen hade 2 551 invånare (2018).